# Wealth
Wealth er en amerikansk stumfilm fra 1921 af William Desmond Taylor.

## Medvirkende
- Ethel Clayton som Mary McLeod
- Herbert Rawlinson som Phillip Dominick
- J.M. Dumont som Gordon Townsend
- Larry Steers som Oliver Marshall
- George Periolat som Irving Seaton
- Claire McDowell som Mrs. Dominick
- Jean Acker som Estelle Rolland
- Richard Wayne som Dr. Howard